# ペットの王国 ワンだランド
『ペットの王国 ワンだランド』（ペットのおうこく ワンだランド）は、2014年10月5日から2017年3月26日まで、朝日放送の制作により、テレビ朝日系列で毎週日曜日の9:30 - 10:00（JST）に放送されていた教養バラエティ番組である。

## 概要
オリジナリティー溢れるペットライフを送っている一般人や芸能人に密着・取材し紹介するだけでなく、ペット業界の実態も伝えるもの。

## 出演者
MC
- 関根勤
- 篠田麻里子
- 横尾渉（Kis-My-Ft2）（2015年10月より出演）[1]

## テーマソング
- 「ワンにゃンパラダイス」（作詞：さくらももこ、作曲：山崎燿、歌：けーこ）（2014年10月5日 - 2015年9月27日）
- 「君がいるだけで」（作詞：関根勤、作曲：木村真也、歌：篠田麻里子）（2015年10月4日 - 2017年3月26日）

## スタッフ
- 構成：奥沢太郎、藤本昌平、小杉四駆郎、勝木友香
- ナレーション：渡辺明乃、高木早苗、大津田裕美
- カメラ：羽鳥慎一郎
- 音声：後藤龍幸
- VE：横川友之、柳沼修
- 編集：生江正俊
- MA：土屋信、大浦克寿
- 音効：磯川浩己
- 美術：松沢由之
- 進行：山口武治
- モニター：前島亮二
- メイク：atelier jam
- ビジュアルデザイン：DEVILROBOTS
- 協力：b-DASH、スウィッシュ・ジャパン、フジアール、glow、ヒビノ、フルタイム、ビーオネスト、ベネッセコーポレーション
- リサーチ：平澤(沢)美紀、金子真
- 編成：佐々木真司（朝日放送）
- 番宣：野嵜喜美子・阪本美鈴（全員朝日放送）
- 営業：北中彰・高野貴(賀)大・多喜澪（全員朝日放送）
- コンテンツ：佐野浩子（朝日放送）
- デスク：松原幹（朝日放送）
- AP：加藤香織（朝日放送）、高橋寿菜（b-DASH）
- AD：南麻結、前田実咲、山田佳樹、横(梶)山万悠子、三島絹子
- ディレクター：関屋公紀、茂木孝太（茂木→b-DASH）、檜垣和孝、野上貢、木村亮、町田美穂、西尾友里（西尾→以前はAD→FD）
- 演出：松田裕士・中田三浩（2人共b-DASH）
- プロデューサー：上野晴弘（朝日放送）、永田浩子・福岡雅秀（以上b-DASH）（永田・福岡は交代制）
- 制作著作：朝日放送

### 過去のスタッフ
- キャラクターデザイン・タイトルロゴ：さくらももこ（2014年10月5日 - 2015年9月27日）
- 進行：椛田学
- 編成：園部充（朝日放送）
- 番宣：遠山雄大（朝日放送）
- 営業：本田民樹・奥平高之（全員朝日放送）
- デスク：上野蓉子（b-DASH）
- AD：奥山和貴（b-DASH）、平山佳織、白石朱珠美
- ディレクター：大城侑子（b-DASH）、山本健太郎、安井章浩（DEFQON.5）
- 総合演出：田村雄一（朝日放送）

## ネット局
| 放送対象地域   | 放送局                       | 系列           | 放送曜日・放送時間 |
| -------------- | ---------------------------- | -------------- | ------------------ |
| 近畿広域圏     | 朝日放送（ABC） 制作局       | テレビ朝日系列 | 日曜 9:30 - 10:00  |
| 北海道         | 北海道テレビ（HTB）          | テレビ朝日系列 | 日曜 9:30 - 10:00  |
| 青森県         | 青森朝日放送（ABA）          | テレビ朝日系列 | 日曜 9:30 - 10:00  |
| 岩手県         | 岩手朝日テレビ（IAT）        | テレビ朝日系列 | 日曜 9:30 - 10:00  |
| 宮城県         | 東日本放送（KHB）            | テレビ朝日系列 | 日曜 9:30 - 10:00  |
| 秋田県         | 秋田朝日放送（AAB）          | テレビ朝日系列 | 日曜 9:30 - 10:00  |
| 山形県         | 山形テレビ（YTS）            | テレビ朝日系列 | 日曜 9:30 - 10:00  |
| 福島県         | 福島放送（KFB）              | テレビ朝日系列 | 日曜 9:30 - 10:00  |
| 関東広域圏     | テレビ朝日（EX）             | テレビ朝日系列 | 日曜 9:30 - 10:00  |
| 長野県         | 長野朝日放送（abn）          | テレビ朝日系列 | 日曜 9:30 - 10:00  |
| 新潟県         | 新潟テレビ21（UX）           | テレビ朝日系列 | 日曜 9:30 - 10:00  |
| 静岡県         | 静岡朝日テレビ（SATV）       | テレビ朝日系列 | 日曜 9:30 - 10:00  |
| 石川県         | 北陸朝日放送（HAB）          | テレビ朝日系列 | 日曜 9:30 - 10:00  |
| 中京広域圏     | 名古屋テレビ（メ～テレ/NBN） | テレビ朝日系列 | 日曜 9:30 - 10:00  |
| 広島県         | 広島ホームテレビ（HOME）     | テレビ朝日系列 | 日曜 9:30 - 10:00  |
| 山口県         | 山口朝日放送（yab）          | テレビ朝日系列 | 日曜 9:30 - 10:00  |
| 香川県・岡山県 | 瀬戸内海放送（KSB）          | テレビ朝日系列 | 日曜 9:30 - 10:00  |
| 愛媛県         | 愛媛朝日テレビ（eat）        | テレビ朝日系列 | 日曜 9:30 - 10:00  |
| 福岡県         | 九州朝日放送（KBC）          | テレビ朝日系列 | 日曜 9:30 - 10:00  |
| 長崎県         | 長崎文化放送（ncc）          | テレビ朝日系列 | 日曜 9:30 - 10:00  |
| 熊本県         | 熊本朝日放送（KAB）          | テレビ朝日系列 | 日曜 9:30 - 10:00  |
| 大分県         | 大分朝日放送（OAB）          | テレビ朝日系列 | 日曜 9:30 - 10:00  |
| 鹿児島県       | 鹿児島放送（KKB）            | テレビ朝日系列 | 日曜 9:30 - 10:00  |
| 沖縄県         | 琉球朝日放送（QAB）          | テレビ朝日系列 | 日曜 9:30 - 10:00  |
| 山梨県         | テレビ山梨（UTY）            | TBS系列        | 水曜 15:25 - 15:57 |
| 鳥取県・島根県 | 山陰放送（BSS）              | TBS系列        | 月曜 15:55 - 16:24 |
| 宮崎県         | 宮崎放送（MRT）              | TBS系列        | 金曜 15:25 - 15:55 |

制作局の朝日放送では、夏の高校野球中継が3または4試合日と日曜日が重複した場合には高校野球を優先し、後日に臨時枠移動としていた。テレビ朝日をはじめとする系列フルネット23局へは朝日放送からの裏送りで本来の時間帯に先行ネットとしていた。

## その他
- 2015年2月1日は当初通常放送を予定していたが、ISILによる日本人拘束事件で後藤健二が殺害されたことを受け、後座番組『報道ステーション SUNDAY』（テレビ朝日制作）が9:00から前倒し拡大で放送されたため、急遽休止となった。当該回については、翌週（2月8日）の同枠にて改めて放送された。
- 2016年2月7日は、番組放送中に「北朝鮮が地球観測衛星と称する長距離弾道ミサイルを発射した」というJアラート情報が発表されたことに伴い、テレビ朝日制作のANN報道特別番組に切り替わり、番組はそのまま途中打ち切りとなった。当該回については、翌週（2月14日）の同枠にて改めて放送された[2]。なお、この緊急報道特番はテレビ朝日報道フロアから生放送されたが、当枠が朝日放送の責任枠であった関係上、テレビ朝日からの映像を一旦朝日放送側で受け、それを朝日放送から系列各局に配信する形を取った。
- 2016年3月27日と4月3日放送分には、Kis-My-Ft2の二階堂高嗣が篠田の代役として出演した。